# Normal fühlen
Normal fühlen ist ein Lied der deutschen Singer-Songwriterin Madeline Juno aus dem Jahr 2022. Als akustisches Duett mit dem Koautoren Alexander Knolle (Alex Lys) ist es die achte Singleauskopplung aus ihrem fünften Studioalbum Besser kann ich es nicht erklären.

## Entstehung und Artwork
Das Lied wurde von der Interpretin selbst, gemeinsam mit den beiden in Berlin wirkenden Musikern Steven Bashir und Alexander Knolle (Alex Lys), geschrieben. Letzterer zeichnete zudem auch für die Aufnahme, Instrumentierung, Produktion sowie die Programmierung verantwortlich. Für die Instrumentierung spielte Lys die Gitarre und das Keyboard ein. Abgemischt wurde das Lied durch den in Köln wirkenden Toningenieur Yunus Cimen (Kingsize). Das Mastering erfolgte durch GKG Mastering in Freising, unter der Leitung des Studioinhabers Ludwig Maier.
Juno arbeitete bei der Entstehung zu Besser kann ich es nicht erklären erstmals mit allen an der Produktion beteiligten Musikern zusammen. Mit den Koautoren Bashir und Lys führte sie die Arbeit am folgenden Studioalbum Nur zu Besuch (Januar 2024) fort.
Auf dem Frontcover der Single sind – neben Interpretenangabe und Liedtitel – Juno und Alex Lys zu sehen. Es zeigt zwei nebeneinander angeordnete Screenshots der beiden, die während einer mitgefilmten Akustikaufnahme zu Normal fühlen entstanden ist, vor einem beigen Hintergrund. Das gleiche Artwork-Konzept fand sich auch auf der vorangegangenen Single November (Akustik) (November 2021) wieder.

## Veröffentlichung und Promotion
Die Erstveröffentlichung von Normal fühlen erfolgte am 14. Januar 2022 bei Embassy of Music, als Teil von Junos fünften Studioalbum Besser kann ich es nicht erklären (Katalognummer: 770200). Der Vertrieb erfolgte durch Tonpool, verlegt wurde das Lied durch Budde Music Publishing, Edition Novemberkind, Sony Music Publishing und Universal Music Publishing.
Am 8. Juli 2022 erschien das Lied als achte und zugleich letzte Singleauskopplung aus dem Album. Diese erschien als digitaler Einzeltrack zum Download und Streaming in einer gemeinsamen Akustikversion mit dem Koautoren und -produzenten Alex Lys. Die Akustikversion wurde unter der Produktion von Joschka Bender eingespielt, der bereits seit Beginn von Junos Karriere im Jahr 2013 festes Mitglied ihrer Liveband und an diversen Produktionen, in verschiedenen Funktionen, beteiligt ist. Am 22. Juli 2022 erschien die akustische Aufnahme als Teil der Deluxeversion von Besser kann ich es nicht erklären (Katalognummer: 770331).
Ein Musikvideo hierzu wurde nicht gedreht. Um die Veröffentlichung dennoch zu bewerben, erschien am Tag der Singleveröffentlichung ein Video von Juno und Lys, mit der akustischen Interpretation des Liedes. Darüber hinaus trat Juno mit dem Lied im August 2022 bei TV Noir auf.

## Inhalt
| „Also tanz’ ich zu Songs, die ich so gar nicht fühl’. Und ich rede mit Jungs, von den’n ich gar nichts will. Und ich trink’ noch ’n Shot, weil jeder hier ein’n nimmt. Ich will mich doch nur normal fühl’n, nur kurz normal fühl’n. Ich mach’ mir ’nen Kopf und es fällt keinem auf. Und ich würd ja was sagen, doch es ist zu laut. Alle sind hier und darum bin ich es auch. Ich will mich doch nur normal fühl’n, nur kurz normal fühl’n.“ – Refrain, Originalauszug | Der Liedtext zu Normal fühlen ist in deutscher Sprache verfasst und stammt von der Interpretin selbst sowie Steven Bashir und Alex Lys. Alle Texter komponierten zugleich die Musik in der Tonart g-Moll mit 110 Schläge pro Minute. Musikalisch bewegt sich das Lied im Bereich der Popmusik. Inhaltlich geht es in Normal fühlen darum, dass Juno keine Außenseiterin mehr sein wolle („Alle sind hier und darum bin ich es auch“). Sie wolle nichts „verpassen“ und zwinge sich deshalb zu gesellschaftlichen Aktivitäten, obwohl es ihr inmitten der „glücklichen Menschen“ nicht gut gehe. Sie tanze zu Lieder, die sie nicht möge („Also tanz’ ich zu Songs, die ich so gar nicht fühl’“), rede mit Jungs, von denen sie nichts wolle („Und ich rede mit Jungs, von den’n ich gar nichts will“) und trinke „Shots“, weil jeder einen nehme („Und ich trink’ noch ’n Shot, weil jeder hier ein’n nimmt“), alles um sich „normal zu fühlen“ („Ich will mich doch nur normal fühl’n, nur kurz normal fühl’n“). Sie hinterfrage sich zudem selbst („Ich mach’ mir ’nen Kopf und es fällt keinem auf“), ob sie selbst das Problem sei („Mach’ ich was falsch, bin ich das Problem?“) und fasse den Gedanken, einfach nur lange genug bleiben und so zu tun zu müssen, als ob sie Spaß hätte, bis sie es selber Glaube. |

Aufgebaut ist das Lied aus zwei Strophen, einem Refrain, einer Bridge und einem Outro. Es beginnt mit der ersten Strophe, die sich aus vier Zeilen zusammensetzt. An diese schließt sich der Refrain an, der als Achtzeiler verfasst wurde. Der gleiche Aufbau wiederholt sich mit der zweiten Strophe, nur das diese über fünf Zeilen verfügt. Nach dem zweiten Refrain setzt als musikalisches Zwischenspiel die fünfzeilige Bridge ein, die auf Teile des Refrains zurückgreift und mehrfach die Satzteile „Normal fühl’n“ und „Ich will mich doch nur normal fühl’n“ wiederholt. Nach der Bridge endet das Lied mit dem Outro, das die ersten vier Zeilen des Refrains, in leicht abgewandelter Form, wiedergibt.

## Mitwirkende
| Liedproduktion - Steven Bashir: Komposition, Liedtext - Joschka Bender: Musikproduktion (Akustikversion) - Yunus Cimen (Kingsize): Abmischung - Madeline Juno: Gesang, Komposition, Liedtext - Alexander Knolle (Alex Lys): Aufnahme, Gesang (Akustikversion), Gitarre, Keyboard, Komposition, Liedtext, Musikproduktion, Programmierung - Ludwig Maier: Mastering | Unternehmen - Budde Music Publishing: Verlag - Edition Novemberkind: Verlag - Embassy of Music: Musiklabel - GKG Mastering: Tonstudio - Sony Music Publishing: Verlag - Tonpool: Vertrieb - Universal Music Publishing: Verlag |

## Rezensionen
Alina Hasky von Minutenmusik beschrieb Normal fühlen als eines der „Goldstücke“ von Besser kann ich es nicht erklären, in denen auch die Themen Ängste und Selbstfindung wieder mehr Raum enthalten. Während eines Interviews mit Juno beschrieb Hasky Normal fühlen als so einen Titel, bei dem man sich beim Hören denke: „Endlich spricht es mal jemand aus“.